# 아오야마 가쿠인 대학
아오야마 가쿠인 대학(일본어: 青山学院大学 아오야마가쿠인다이가쿠[*], 영어: Aoyama Gakuin University)은 도쿄도 시부야구에 본부를 두고 있는 일본의 명문 사립 대학이다. MARCH 중 하나이다. 한국에서는 백석 시인이 졸업한 대학으로 유명하며, 롯데그룹 신격호 초대 회장의 두아들 신동주, 신동빈이 아오야마 가쿠인 대학의 학부를 졸업하였다. 대학의 약칭은 아오가쿠(일본어: 青学), 아오가쿠다이(일본어: 青学大) 또는 아오야마(일본어: 青山).

## 개관
대학 전체
메이지 시대 초기에 미국 감리교에서 파견된 선교사 들이 설립한 3개의 학교를 모체로 하는 미션 스쿨이다.
기독교 교육을 기본으로 하기 때문에 기독교 개론 강의는 건학 이념의 근간을 이해하는 데 필수 과목으로 자리 매김하고있다.

교육 및 연구
아오야마 가쿠인 대학은 미국의 선교사가 세운 학교가 전신이기 때문에 옛 미국식 대학의 교양 교육 흐름을 보인다.
때문에 독자적으로 '아오야마 스탠다드 "라는 교양 과목 제도를 취하고 있다.
학생들에게 교양 교육 커리큘럼을 실시하는 것 외에 지역 사회에 대한 공헌과 일반인의 소양을 증진하는 것을 목적으로 각 캠퍼스에서 일년에 4 ~ 5 종의 공개 강좌를 실시하고있다.
이러한 공개 강좌는 일주일에 한 번, 5 주 동안 진행되며, 사전 신청을 해 놓으면 무료로 참여할 수 있도록 되어있다.
내용 · 강사의 준비는 강좌를 담당하는 교원(돌림제)에 일임되어 있으며, 인문 과학 , 사회 과학 , 자연 과학의 각 분야에서 매년 다르게 열리고있다.
영어 교육 에 열정적이며, 영어 교육 제도가 잘 갖추어져있어 영어의 아오야마라고 불린다.

## 건학 정신
"땅의 소금, 세상의 빛 (地の塩、世の光 / The Salt of the Earth, The Light of the World)"

일본의 대표적인 3대 미션스쿨 (조치 대학, 릿쿄 대학, 아오야마 가쿠인 대학) 로써,
하나님을 섬기고 이웃에게 봉사하며 사회에 이바지하는 세상의 빛과 소금이 되는것을 목표로한다.

## 연혁
1874년, 1878년, 1879년에 미국 감리교 선교사들에 의해 세워진 세 학교를 원류로 한다. 이후 통합되면서 1949년에 대학이 되었다.
- 1874년 : 여자소학교 설립
- 1878년 : 고쿄학사 설립
- 1879년 : 미카이 신학교 설립
- 1927년 : 아오야마 가쿠인과 아오야마 여학원 통합
- 1935년 : 고등상업학부와 문학부 설치
- 1943년 : 신학부 폐쇄
- 1944년 : 전문부 폐쇄, 아오야마가쿠인 전문공업학교 개교
- 1946년 : 아오야마 가쿠인 전문학교로 개칭, 영문과·경제과·기계과·토목건축과 설치
- 1949년 : 아오야마 가쿠인 대학 개교, 영미문학과, 기독교학과, 상학부, 공학부 설치
- 1950년 : 공학부 간토 가쿠인 대학으로 양도
- 1959년 : 법학부 설치
- 1965년 : 이공학부 설치
- 1982년 : 국제정치경제학부 설치
- 2008년 : 종합문화정책학부 설치
- 2008년 : 사회정보학부 설치

## 학부
- 문학부
  - 영미문학과
  - 프랑스문학과
  - 일본문학과
  - 사학과
  - 비교예술학과

- 교육인간과학부
  - 교육학과
  - 심리학과

- 경제학부
  - 경제학과
  - 현대경제디자인학과

- 법학부
  - 법학과

- 경영학부
  - 경영학과
  - 마케팅학과

- 국제정치경제학부
  - 국제정치학과
  - 국제경제학과
  - 국제커뮤니케이션학과

- 종합문화정책학부
  - 종합문화정책학과

- 이공학부
  - 물리수리학과
  - 화학생명과학과
  - 전기전자공학과
  - 기계창조공학과
  - 경영시스템공학과
  - 정보테크놀로지학과

- 사회정보학부
  - 사회정보학과

- 지구사회공생학부
  - 지구사회공생학과

## 해외 협정 대학 목록
- 해외 협정 대학

한국 - 서울대학교 · 고려대학교 · 연세대학교· 성균관대학교· 이화여자대학교· 서울여자대학교· 계명대학교· 경남대학교· 국민대학교
영국 - University of Hartford· Oxford Brookes University · 셰필드 대학교 · 더럼 대학교
미국 - 워싱턴 대학교 · 아메리칸 대학교 · 메릴랜드 대학교 · 플로리다 대학교 · 캘리포니아 대학교 · 버몬트 대학교 · 미시시피 대학교
프랑스 - 파리 대학교
독일 - 쾰른 대학교 · 뮌스터 대학교
스위스 - 제네바 대학교
스페인 - University of Salamanca · Alcalá University
오스트리아 - Vienna University of Technology
러시아 - 모스크바 대학교
캐나다 - 브리티시 컬럼비아 대학교 · 빅토리아 대학교
호주 - 시드니 대학교 · 호주 국립 대학교 · 멜버른 대학교
중국 - 베이징 외국어대학 · 난카이 대학교 · 화둥 사범대학
대만 - 국립 타이완대학 · 국립 정치대학 · 국립 칭화대학
몽골 - 몽골 국립 대학 등, 세계 30 개국 120 여개에 이른다.

## 캠퍼스
- 아오야마 캠퍼스
  - 일본, 150-8366 도쿄 시부야구 시부야 4-4-25

- 사가미하라 캠퍼스
  - 일본, 252-5258 가나가와현 사가미하라시 주오구 후치노베 5-10-1

## 사진

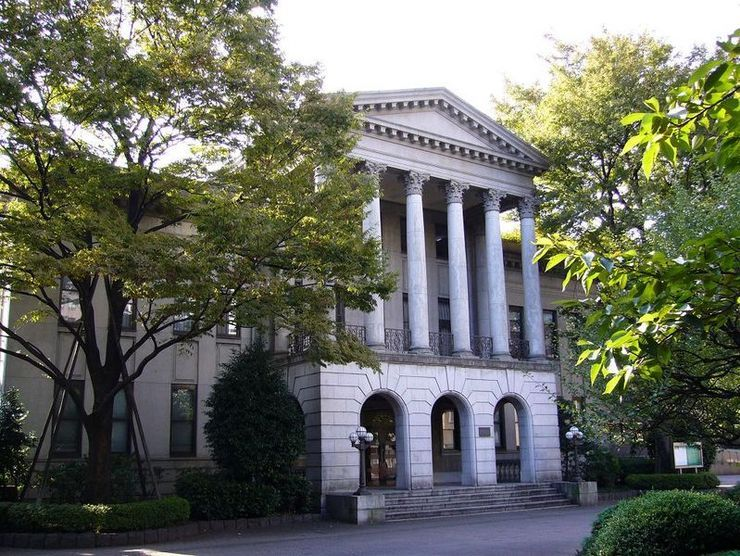
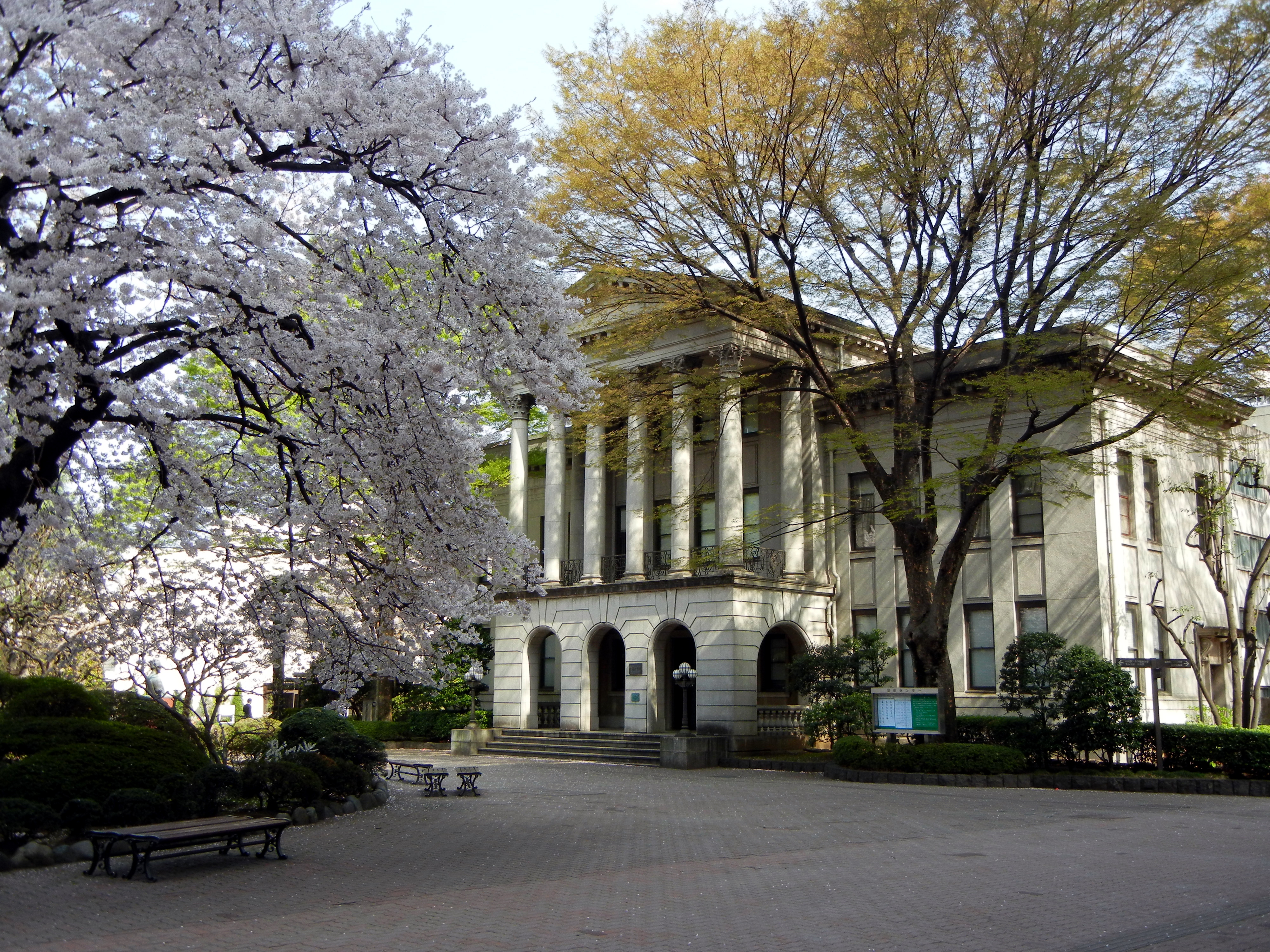
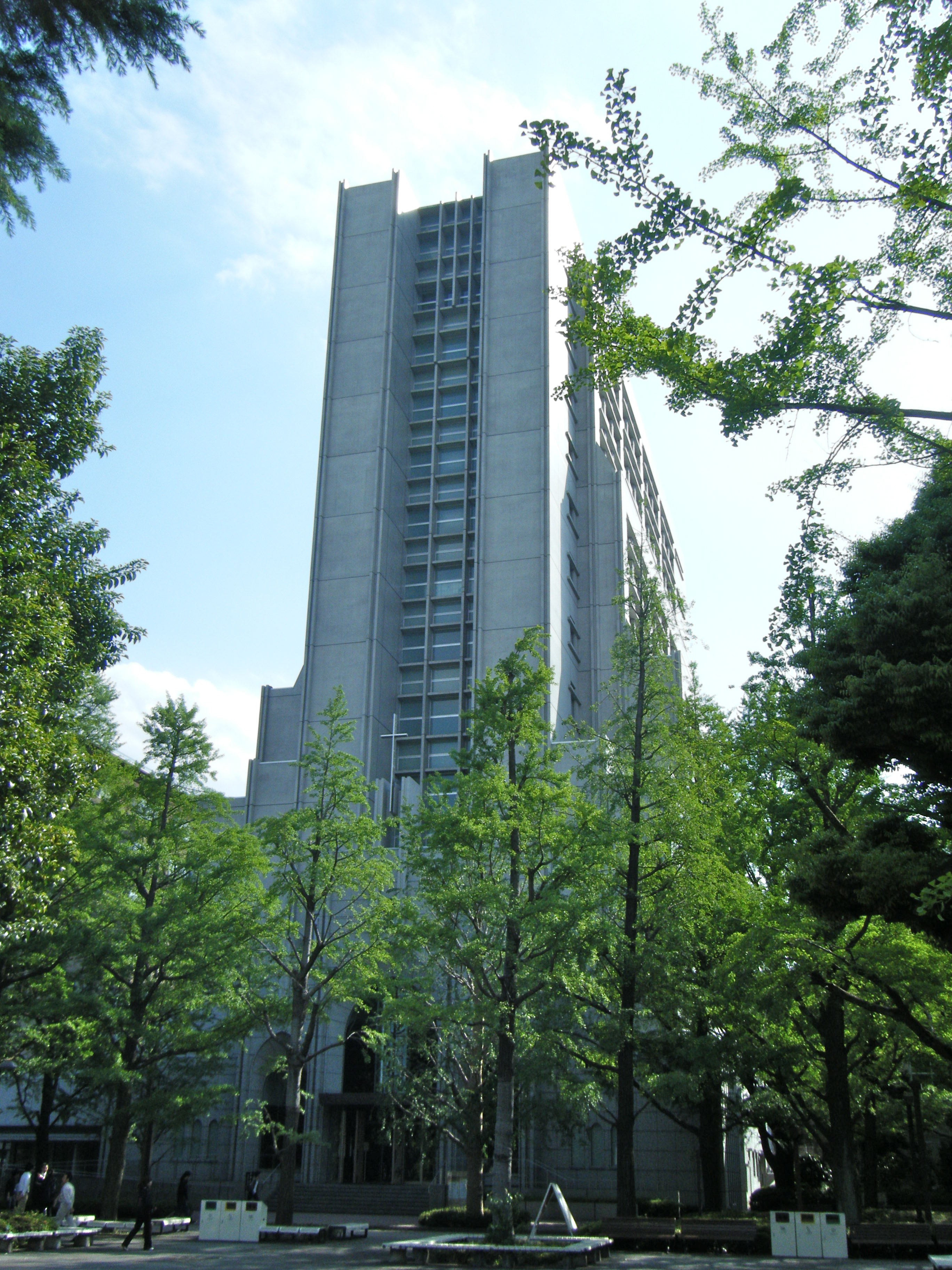
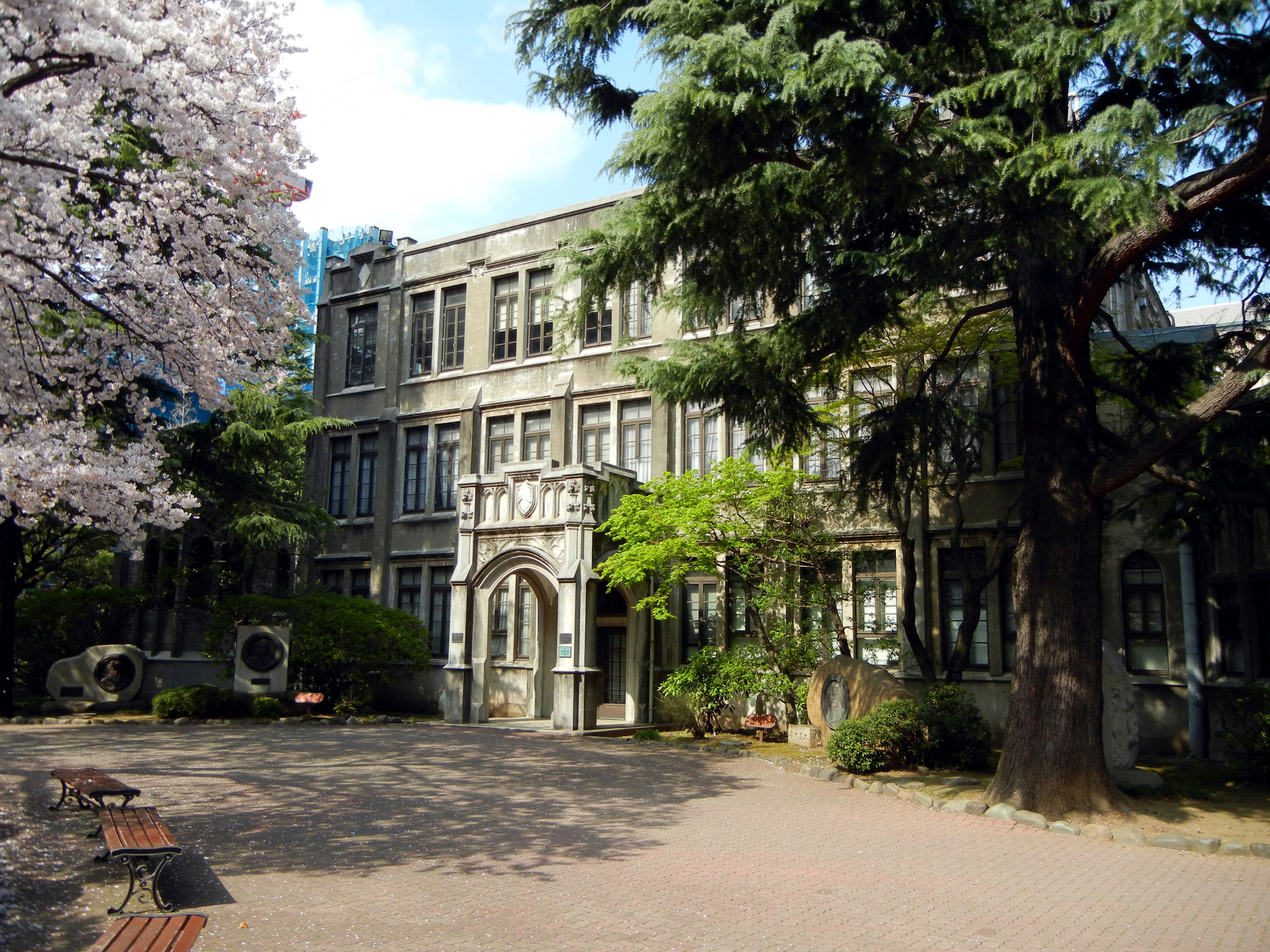
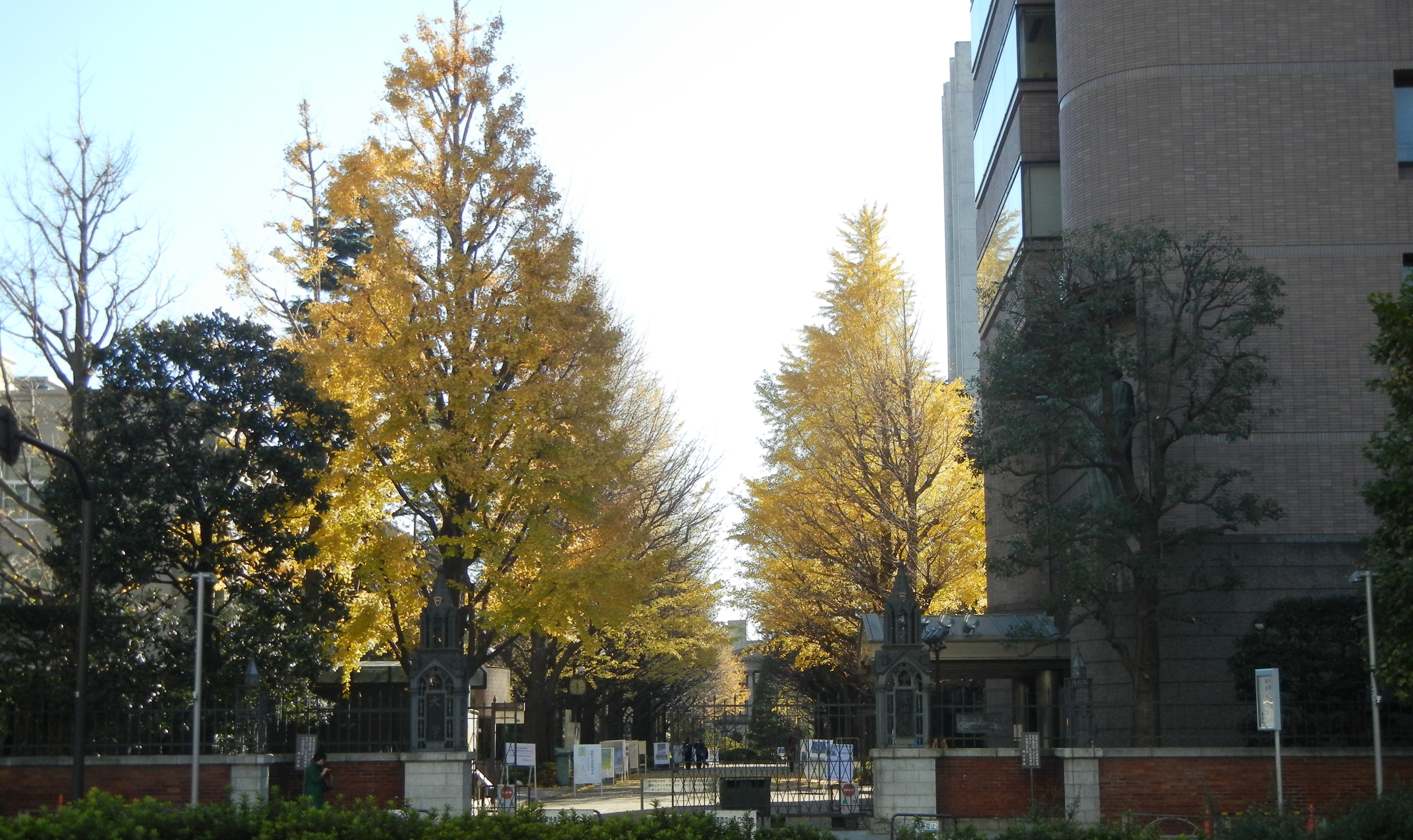
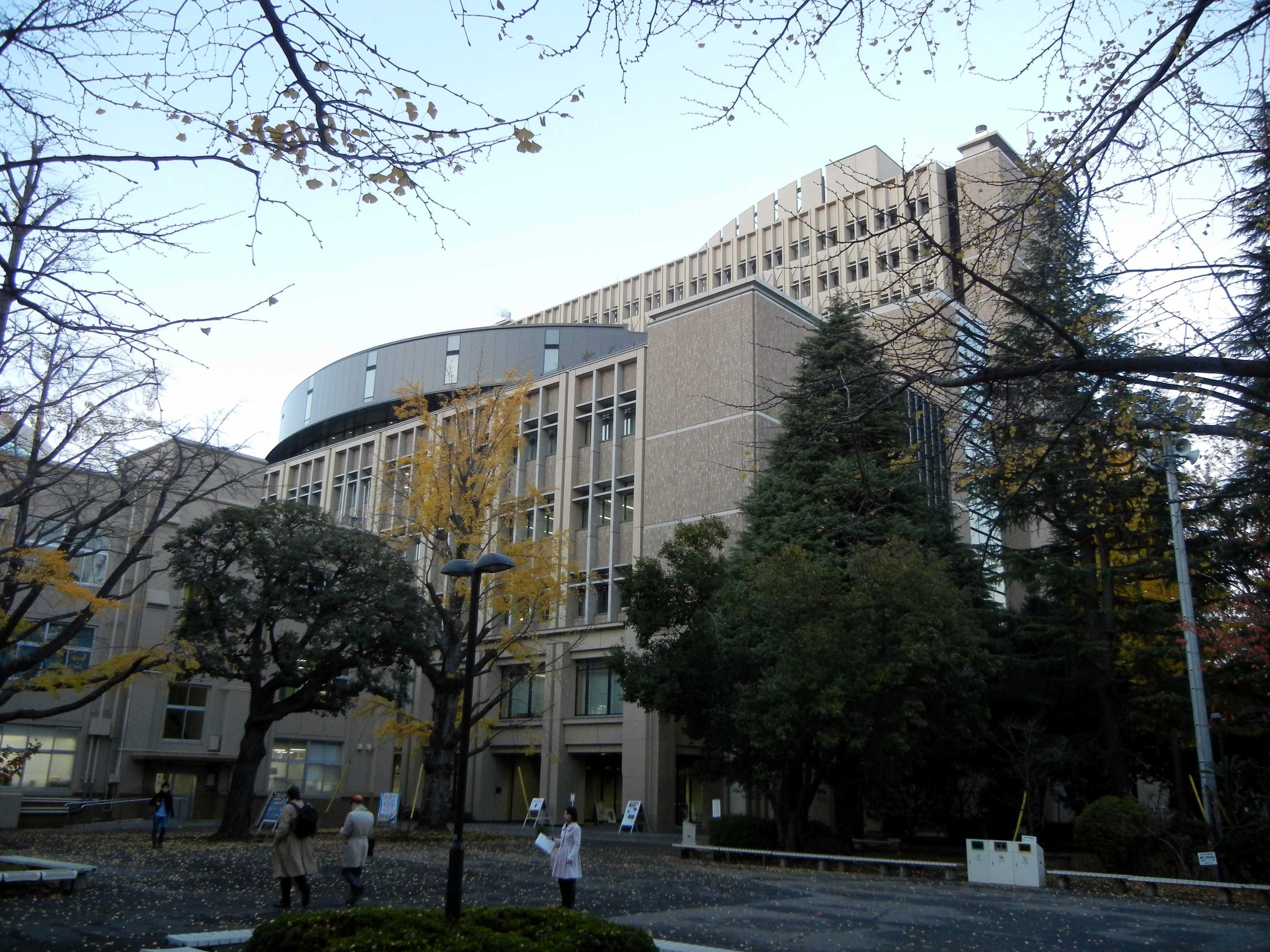